# Academia de la Arcadia

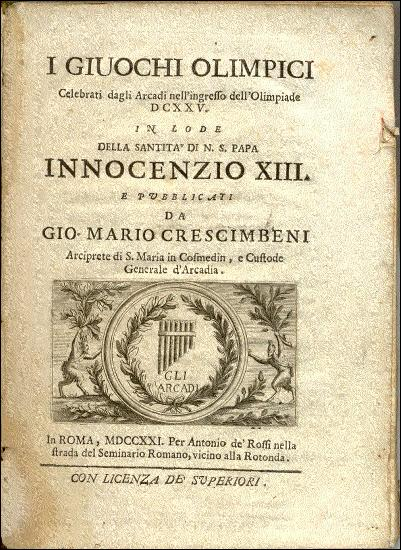
Crescimbeni.

La Academia de la Arcadia o de los Arcades (en italiano original, Accademia dell'Arcadia) fue una academia literaria creada en Roma en 1690 para combatir los excesos del Barroco mediante una nueva estética, el Clasicismo.

## Historia
La idea partió del jesuita, jurista y crítico literario italiano Giovanni Mario Crescimbeni, quien consiguió el apoyo y patronazgo de la reina Cristina de Suecia y del papa Clemente IX; atrajo además a Giovanni Vincenzo Gravina y a otros autores. La Academia tenía por fin encauzar el buen gusto hacia lo natural y lo clásico, contra los desvíos barrocos y culteranos del marinismo. Los miembros de esta academia tomaban nombres extraídos de la mitología o la historia griega; Crescimbeni tomó el de Alfesibeo. Las reuniones transcurrían en el Esquilino, en los jardines del Duque Orsini; en 1696 pasaron a los jardines Farnesios en el Palatino. Finalmente, la generosidad de Juan V de Portugal, uno de sus miembros, bajo el nombre de Arete Melleo, estableció la sociedad en el Janículo en 1723, en el lugar conocido como «Bosco Parrasio», durante los veranos, y en invierno en el «Teatro degli Arcadi», en el palacio Salviati. En 1718 admitió a uno de sus primeros miembros femeninos, la española María Remigia Fernández de Velasco, VI Duquesa de Osuna. 
Se desarrollaron en la Academia rápidamente dos tendencias opuestas, la de Gravina, que se nutría de los modelos de Dante y Homero, y la de Crescimbeni, más moderna, que encontraba su referente en Petrarca. La academia se desarrolló con rapidez y obtuvo un gran éxito, de suerte que surgieron muchas otras academias en Italia a su imitación, llamadas coloniae; tuvo una gran importancia en la constitución del movimiento estético conocido como Neoclasicismo. Crescimbeni ofició como secretario de la Academia durante treinta y ocho años; los papas lo recompensaron con beneficios eclesiásticos lucrativos.
También la Francia napoleónica contribuyó económicamente a su mantenimiento para revitalizar el papel de la Roma imperial como ciudad desde la que propagar las artes e instruir a los artistas.
Los archivos de la Academia de los Arcades se alojan actualmente en la Biblioteca Angelica, cerca de la Basílica de San Agustín en Campo Marzio, en Roma. Las pinturas están en el Palazzo Braschi.

## Miembros

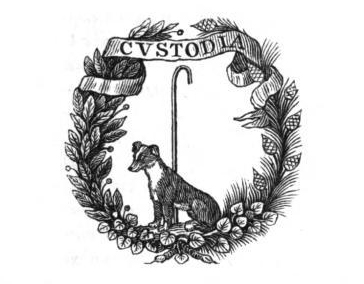
Armas de los jardines de la Academia de la Arcadia.

Compositores y músicos. Los pseudónimos aparecen entre paréntesis.
- Andrea Adami da Bolsena (Caricle Piseo)
- Arcangelo Corelli (Arcomelo Erimanteo)
- Francesco Gasparini (Anfriso Petronio)
- Alessandro Marcello (Eterio Stinfalico)
- Benedetto Marcello (Driante Sacreo)
- Bernardo Pasquini (Protico Azetiano)
- Alessandro Scarlatti (Terpandro Politeio)[4]

Escritores y poetas, por orden alfabético
- Piero Andrea Forzoni Accolti (Arpalio Abeatide)
- Giovan Girolamo Acquaviva (Idalmo Trigonio)
- Lodovico Adimari
- Giuseppe Alleoni (Rosindo Lisiade)
- Carlo Albani (Cleandro Elideo)
- Giovanni Kreglianovich Albinoni (Dalmiro Tindario)
- Ercole Aldrovandi (Griseldo Toledermio)
- Maria Buonaccorsi Alessandri (Leucride Ionide)
- Lisabetta Girolami Ambra (Idalba Corinetea)
- Niccola Amenta (Pisandro Antiniano)
- Fulvio Astalli (Alasto Liconeo)
- Giovan Tommaso Baciocchi (Perideo Trapezunzio)
- Ottavio Barattieri (Tisameno Pelopide)
- Lorenzo Bellini (Ofelte Nedeo)
- Cornelio Bentivoglio (Entello Epiano)
- Cesare Bigolotti (Clidemo Trivio)
- Giuseppe Bini (Tegeso Acroniano)
- Enea Antonio Bonini (Acasto Lampeático)
- Alessandro Borghi (Dalete Carnasio)
- Maria Selvaggia Borghini (Filotima Innia)
- Carlo Ireneo Brasavoli (Cresfonte Cauconeo)
- Francesco Brunamonti (Diante Prosense)
- Santi Bucchi (Echeno Eurimedonzio)
- Giovan Francesco Bulgarini (Elmante Lirceate)
- Giulio Bussi (Tirinto Trofeio)
- Francesco Maria Cagnani (Eustasio Oeio)
- Ranieri de' Calzabigi
- Ferdinando Antonio Campeggi (Eureno Licio)
- Francesco Maria de' Conti di Campello (Logisto Nemeo)
- Giacomo Canti (Alisco Tortunio)
- Prudenza Gabbrielli Capizucchi (Elettra Citeria)
- Antonio Caraccio (Lacone Cromizio)
- Carmine Niccolò Caracciolo (Salico Lepreonio)
- Giovanna Caracciolo (Nosside Ecalia)
- Paolo Francesco Carli (Coridone Marachio)
- Francesco Maria Carrafa (Nicandro Tueboate)
- Tiberio Carrafa (Eliso Euteio)
- Pietro Paolo Carrara (Clarimbo Palladico)
- Giovan Bartolommeo Casaregi (Eritro Faresio)
- Alexandre Balthazar Laurent Grimod de La Reynière
- Clarina Rangoni di Castelbarco (Idalia Elisiana)
- Filippo Catáneo (Laristo Carmoneo)
- Tommaso Ceva  (Callimaco Neridio)
- Giovan Batista Ciappetti (Aurisco Elafio)
- Francesco Domenico Clementi (Agesilo Brentico)
- Giovan Batista Cotta (Estrio Cauntino)
- Giovan Mario Crescimbeni (Alfesibeo Cario)
- Eustachio Crispi (Benalgo Chelidorio)
- Giovan Carlo Crocchiante (Teone Cleonense)
- Tommaso Niccolò d'Aquino (Melinto Leuttronio)
- Biagio Maioli d'Avitabile (Agero Nonacride)
- Carlo Emanuello d'Este (Ateste Mirsinio)
- Andrea Diotallevi (Velalbo Trifiliano)
- Bartolomeo Dotti
- Matteo Egizio (Timaste Pisandeo)
- Cecilia Capece Minutola Enríquez (Egeria Nestánea)
- Giovanni Enriquez (Simandro Inachio)
- Giuseppe Ercolani (Neralco Castrimeniano)
- Filippo Ortensio Fabbri (Alindo Scirtoniano)
- Paolo Falconieri (Fronimo Epirio)
- Pompeo Figari (Montano Falanzio)[5]
- Vincenzo da Filicaia (Polibo Emonio)
- Galeazzo Fontana (Celisto Tegeático)
- Niccolò Forteguerri (Nidalmo Tiseo)
- Francesco Fronsini (Altemio Leucianitico)
- Carlo Innocenzo Frugoni (Comante Eginetico)
- Vincenzio Maria Gabellotti (Odalmo Apesanzio)
- Aurora Sanseverino (Lucinda Coritesia)
- Nicolò Gaetano (Elviro Triasio)
- Alessandro Galanti (Gantila Pelleneo)
- Niccolò Garibaldi (Emiro Plausteriano)
- Francesco Maria Gasparri (Eurindo Olimpiaco)
- Ferdinando Antonio Ghedino (Idaste Pauntino)
- Antonio Ghisilieri (Frondisio Leonideio)
- Basilio Giannelli (Cromeno Tegeático)
- Girolamo Gigli (Amaranto Sciaditico)
- Giuseppe Antonio Fiorentino Vaccari Gioja (Fedrio Epicuriano)
- Pietro Giubilei (Egone Cerausio)
- Carlo Giustiniani (Adelindo Gerenio)
- Carlo Goldoni (Polisseno Fegejo)
- Corrado Gonzaga (Nelindo Acontimacario)
- Ottavio Gonzaga (Aulideno Melichio)
- Giovanni Vincenzo Gravina (fondateur)
- Giovanni Greppi (Florimondo Ermione)
- Teresa Grillo Pamphili (Irene Pamisia)
- Bartolommeo Ceva Grimaldi (Clarisco Egireo)
- Giovan Benedetto Gritta (Placisto Amitaonio)
- Virginio Maria Gritta (Torralbo Maloetide)
- Alessandro Guidi (Erilo Cleoneo)
- Marc'Antonio Lavaiana (Elagildo Leuconio)
- Domenico Lazzarini (Felicio Orcomeniano)
- Filippo Leers (Siralgo Ninfasio)
- Francesco De Lemene (Arezio Gateático)
- Donato Antonio Leonardi (Eladio Maleo)
- Vincenzio Leonio (Uranio Tegeo)
- Vincenzio Leonio (Uranio Tegeo)
- Anna Maria Ardoini Lodovisi (Getilde Faresia)
- Bonifacio De Luca (Strobeo Cirenio)
- Giuseppe Lucina (Filomolpo Corebio)
- Lorenzo Magalotti (Lindoro Elateo)
- Carlo Maria Maggi (Nicio Meneladio)
- Andrea Maidalchini (Coreso Evanziano)
- Eustachio Manfredi (Aci Delpusiano)
- Faustina Maratti (Aglauro Cidonia)[6]
- Filippo Marcheselli (Araste Ceraunio)
- Alessandro Marchetti (Alterio Eleo)
- Lorenzo de' Mari (Amiro Citeriano)
- Pier Iacopo Martelli (Mirtilo Dianidio)
- Carlo Martello (Mirtilide Langiano)
- Petronilla Paolini Massimi (Fidalma Partenide)
- Giulio Mattei (Salenzio Itomeo)
- Benedetto Menzini (Euganio Libade)
- Pietro Metastasio
- Lodovico Pico della Mirandola (Aurasco Pamisiano)
- Pompeo di Montevecchio (Fertilio Lileo)
- Vincenzo Monti (1754-1828)
- Michel Giuseppe Morei (Mireo Rofeático)
- Ludovico Antonio Muratori (Leucoto Gateate)
- Paolo Antonio del Negro (Siringo Reteo)
- Luigi Omodei (Doralgo Euritidio)
- Emilia Ballati Orlandini (Eurinda Annomidia)
- Giovan Gioseffo Felice Orsi (Alarco Erinnidio)
- Antonio Ottoboni (Eneto Ereo)
- Pietro Ottoboni (Crateo Ericinio)
- Benedetto Panfilio (Fenicio Larisseo)
- Benedetto Paolucci (Ircano Lampeo)
- Giuseppe Paolucci (Alessi Cillenio)
- Ferdinando Passerini (Olimpio Batilliano)
- Francesco Passerini (Linco Telpusio)
- Gaetana Passerini (Silvia Licoatide)
- Alessandro Pegolotti (Orialo Minieiano)
- Orazio Petrochi (Adalsio Metoneo)
- Giuseppe Petrosellini
- Vincenzo Piazza (Enotro Pallanzio)
- Giovanni Pindemonte (Eschilo Acanzio)
- Angelo Poggesi (Orsatto Cidario)
- Giovan Batista Recanati (Teleste Ciparissiano)
- Francesco Redi (Anicio Traustio)
- Gregorio Redi (Autone Manturese)
- Filippo Resta (Ormonte Pereteo)
- Elena Riccoboni (Mirtinda Parraside)
- Giovan Batista Richeri (Eubeno Buprastio)
- Pompeo Rinaldi (Coralbo Aseo)
- Cristina Roccati (Aganice Aretusiana)
- Francesco Maria Ruspoli (Olinto Arsenio)
- Giuliano Sabbatini (Ottinio Corineo)
- Angelo Antonio Sacco (Leandro Oresteo)
- Anton Maria Salvini (Aristeo Cratio)
- Salvino Salvini (Criseno Elissoneo)
- Carlo Sanseverino (Egeo Bufagiano)
- Giuseppe Leopoldo Sanseverino (Celiro Straziano)
- Iacopo Sardini (Citisso Bleninio)
- Ludovico Savioli (Lavisio Eginetico)
- Maria Antonia Scalera Stellini d'Acquaviva (Aricia Guateaide)
- Alessandro Segni (Fortunio Maloetide)
- Giuseppe Maria Serra (Dalindo Cinosurio)
- Carlo Severoli (Efesio Arneo)
- Angelo Antonio Somai (Ila Orestasio)
- Bernardo Spada (Clorasto Eubeio)
- Leonido Maria Spada (Elmiro Miceneo)
- Agostino Spinola (Almaspe Steniclerio)
- Silvio Stampiglia (Palemone Licurio)
- Malatesta Strinati (Licida Orcomenio)
- Maria Lisabetta Strozzi (Nice Euripiliana)
- Ippolita Cantelmo Stuart (Elpina Aroete)
- Florido Tartarini (Gelindo Teccaleio)
- Francesco del Teglia (Elenco Bocalide)
- Antonio Tommasi (Vallesio Gareático)
- Carlo Castone Gaetano Della Torre (Dorillo Dafnejo)
- Piero Ignazio della Torre (Eumante Acheleio)
- Brandaligio Venerosi (Nedisto Collide)
- Antonio Vidman (Talete Elateo)
- Giacinto Vincioli (Leonte Prineo)
- Tommaso Alessandro Vitali (Ilindo Paragenite)
- Giovanni Vizzaron (Mirteo Teneate)
- Giovan Francesco della Volpe (Flamisto Termeo)
- Antonio Zampieri (Dareno Minteo)
- Ercole Maria Zanotti (Onemio Dianio)
- Francesco Maria Zanotti (Orito Piliaco)
- Lorenzo Zanotti (Verildo Eleuterio)
- Pietro Zanotti (Trisalgo Larisseate)
- Giambattista Felice Zappi (Tirsi Leucasio)
- Apostolo Zeno (Emaro Simbolio)
- Camillo Ranieri Zucchetti (Nadasto Licoate)

Papas
- Clemente XI (Alnano Melleo)
- Inocencio XIII (Aretalgo Argireo)
- Benedicto XIII (Teofilo Samio)
- Clemente XII (Lerimo Alifireo)
- Benedicto XIV (Egano Aluntino)
- Clemente XIII (Auronte)
- Clemente XIV (Pistofilo Elidense)
- Pio VI (Timio Nemeo)
- León XIII (Neandro Ecateo)

## Miembros españoles
Pietro Ventriglia cita treinta y seis españoles que fueron miembros de la Arcadia, entre los que se destacan los siguientes:
- Carlos III, Rey de España  (Eraclide Samio)
- Antonio Eximeno, matemático, filósofo y musicólogo (Aristosseno Megareo)
- Isabel de Borbón-Parma, emperatriz consorte (Ersilia)
- Luis Francisco de la Cerda, IX Duque de Medinaceli y Virrey de Nápoles (Arconte Frisseo)
- Ramón de la Cruz, dramaturgo (Larisio Dianeo)
- Juan Manuel Fernández Pacheco, VIII Marqués de Villena, Virrey de Nápoles y fundador de la Real Academia Española (Megarto Parrasio)
- Manuel Silvela y García de Aragón, escritor, abogado y magistrado (Logisto Cario)
- Domingo Terradellas, compositor (Ausioneo)
- Duque Felipe I de Parma (Leontide)
- María Remigia Fernández de Velasco, VI Duquesa de Osuna (Elminda Ifigenia)
- Francisco Preciado de la Vega, pintor y tratadista de arte (Parrasio Tebano)
- José Nicolás de Azara, diplomático y mecenas (Admeto Cillenio)

Los siguientes no están citados por Ventriglia
- León María Carbonero y Sol y Merás (Teofildo Pallanzio)
- Nicolás Fernández de Moratín (Flumisbo Corintio)
- Leandro Fernández de Moratín (Inarco Celenio)
- Agustín de Montiano y Luyando, historiador y dramaturgo, (Leghinto Dulichio)

## Miembros mexicanos
Alicia Perales cita los siguientes cuatro:
- Manuel Romero de Terreros, (Gliconte Tirio)
- Federico Escobedo Tinoco, (Tamiro Miceneo)
- Ignacio Montes de Oca y Obregón, (Ipandro Acaico)
- Joaquín Arcadio Pagaza, (Clearco Meonio)